# إريك فورست
إريك فورست هو سياسي كندي، ولد في 6 أبريل 1952 في بونأفنتور في كندا. حزبياً، نشط في Independent Senators Group ‏.